# Аниебо, Марвин
Марвин Хосе Аньебо Пальяруэло (исп. Marvin José Anieboh Pallaruelo; род. 26 августа 1997, Мадрид, Испания) — испанский и экваториалогвинейский футболист, выступающий на позиции защитника. Представляет испанский Касереньо.

## Клубная карьера
Родился 26 августа 1997 года в нигерийско-гвинейской семье. Имеет испанские и фернадские корни по матери. В возрасте 14 лет поступил в футбольную академию Алькоркона. Также на молодёжном уровне представлял Хетафе и Фуэнлабраду. На профессиональном уровне дебютировал за второй состав Фуэнлабрады. Полностью отыграв сезон 2016/2017, был отдан на правах аренды в Лос-Йебенес Сан-Бруно в межсезонье. Отыграв шесть матчей за Сан-Бруно, в августе 2018 года переходит в Карабанчель. Также отыграв шесть матчей за клуб, переходит в Алькоркон, но за основной состав заигран не был, и сезон 2019/2020 провел во втором составе, сыграв в 14 матчах отметившись двумя голами. В настоящее время представляет эстрамадурский клуб Касереньо.

## Карьера в сборной
Мог представлять сборные Испании (как гражданин), Нигерии (по происхождению отца) и Экваториальной Гвинеи (по матери), выбрав в итоге последнее. В 2015 году представлял молодёжную сборную Экваториальной Гвинеи до 20 лет. За сборную дебютировал 19 ноября 2019 года в матче против Туниса. Встреча закончилась поражением со счётом 1:0. Всего за сборную сыграл семь матчей.